# Плёночный фотоаппарат

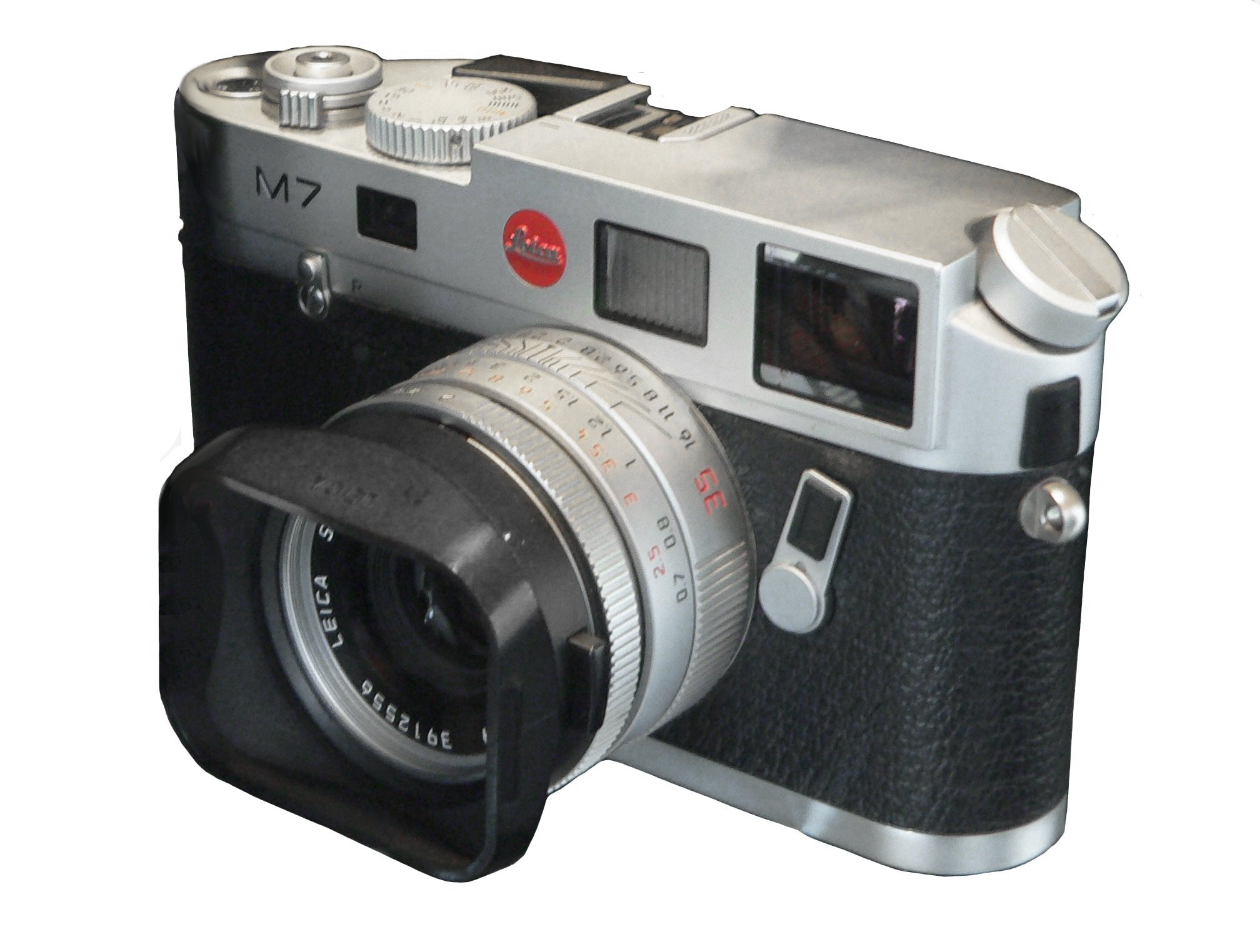
Фотоаппарат «Leica M7» — одна из немногих плёночных камер, доступных на первичном рынке аппаратуры

Плёночный фотоаппарат — распространённое разговорное название классических фотоаппаратов, рассчитанных на использование фотоматериалов с химическим способом записи изображения. Название появилось в конце XX века одновременно с распространением новейших классов аппаратуры с электронными технологиями регистрации неподвижных снимков, в том числе видеофотоаппаратов и цифровых фотоаппаратов. Другое название этой разновидности фототехники — аналоговый фотоаппарат, поскольку она предназначена для аналоговой фотографии. Крупноформатная аппаратура, иногда называемая «пластиночной», также относится к аналоговой или плёночной, потому что основана на химическом способе регистрации изображения.

## Особенности
Конструкция фотоаппаратуры для аналоговой фотографии может быть чрезвычайно простой и не содержать никаких электронных элементов. Механические фотоаппараты энергонезависимы и не требуют постоянной перезарядки источников питания. Отдельные модели пригодны для съёмки в агрессивных условиях, неприемлемых для современной цифровой аппаратуры. В простейшем случае пинхол-камеры отсутствует даже объектив, роль которого выполняет маленькое отверстие в передней стенке. В то же время, съёмка на фотоматериалы требует хотя бы базовых знаний в области экспонометрии и цветовоспроизведения, поскольку контроль изображения сразу после съёмки невозможен, требуя лабораторной обработки. 
Ещё одна особенность плёночной аппаратуры заключается в её длительной актуальности, не зависящей от новейших технических достижений. Некоторые модели такой аппаратуры (например, Nikon F2, Leica M3, Hasselblad 2000FC и другие) остаются востребованными на вторичном рынке десятилетиями, благодаря надёжности и высокому качеству. Кроме того, основные характеристики изображения в аналоговой фотографии зависят в большей степени от качества фотоматериалов, чем от технического совершенства аппаратуры. В то же время, цифровые фотоаппараты устаревают всего за несколько лет, становясь непригодными для коммерческого использования из-за постоянного совершенствования базовых параметров.

## Современное использование
Резкий рост рынка цифровой фототехники и повсеместный отказ от дорогостоящей фотоплёнки привёл к сокращению производства плёночной аппаратуры. В начале 2006 года производители стали объявлять о прекращении разработки новых моделей фотоаппаратов, рассчитанных на традиционные фотоматериалы. Так, 13 января корпорация Nikon остановила выпуск большинства моделей плёночных фотоаппаратов, сохранив в своей производственной линейке только две модели «Nikon F6» и «Nikon FM10». 20 января о прекращении производства объявила Konica Minolta, а 26 мая об отказе от аналоговых моделей заявил Canon. За весь 2005 год японскими компаниями, лидирующими на мировом рынке фототехники, было продано 64 770 000 цифровых фотоаппаратов и только 5 380 000 плёночных.
24 ноября 2004 года на Красногорском механическом заводе имени С. А. Зверева было принято решение совета директоров о прекращении выпуска зеркальных плёночных фотоаппаратов с 2005 года. Производство панорамных фотоаппаратов серии «Горизонт» решено законсервировать с возможностью перезапуска. Объединение ЛОМО продолжает выпуск фотоаппарата «Любитель-166+», предназначенного для любителей ломографии. Для них же под названием «LOMO LC-A+» в Китае с 2006 года продолжается выпуск модифицированной версии советской компактной камеры «ЛОМО Компакт-Автомат». Частная компания Arax выпускает мелкими партиями современные версии фотоаппаратов «Киев-60 TTL» и «Киев-88 TTL» под названиями «Arax-60/MLU» и «Arax-CM/MLU», собранные из запасов деталей киевского завода «Арсенал». В настоящее время (2016 год) продаются складские запасы российских и зарубежных аналоговых камер, всё ещё доступных на первичном рынке. Одним из немногих производителей серийной фотоаппаратуры для 35-мм фотоплёнки остаётся Ernst Leitz в Германии, выпускающий малоформатные «Leica M7», «Leica MP» и «Leica M-A» несмотря на то, что за 2010 год их доля составила менее 5 % от общих продаж фотоаппаратуры этого бренда. Компания Fujifilm продолжает выпуск складной среднеформатной камеры «Fujifilm GF670», оснащённой современной микроэлектроникой, а фирма Лингоф поставляет панорамный фотоаппарат «Linhof Technorama 612 PC II». В продаже также доступны современные высококачественные копии фотоаппаратов одноступенного процесса «Polaroid SX-70» и «SX-70 Sonar» компании Impossible.
Большая часть существующей аналоговой аппаратуры сегодня не может быть использована в связи с прекращением выпуска фотоматериалов соответствующих форматов, например, тип-240, тип-126, тип-127 и других. В настоящее время доступны лишь два типа рулонных фотоплёнок: тип-120 и тип-135. Последний может быть заменён 35-мм киноплёнкой, выпуск которой пока также не прекращён. Фотоаппараты для плёнки тип-120 и крупноформатные продолжают использоваться в современных фотостудиях в сочетании с цифровыми задниками. В то же время, некоторые фотоаппараты с кадром 6×6 сантиметров, изначально созданные как цифровые, например среднеформатная серия «Hasselblad HxD», допускают использование фотоплёнки после замены соответствующего модуля плёночным магазином.